# Aviva Farber
Aviva Farber - (Santa Fé, EUA, 10 de Julho de 1984) é uma atriz mais conhecida por suas atuações nos filmes Superbad e Down in the Valley.
Sua carreira começou aos seis anos quando fez seu primeiro trabalho, uma propaganda de amaciante de roupas. Nesta época, começou a estudar dança em escolas locais, como Aspen Santa Fe Ballet, Charisma, Moving People Dance Theatre, e Cathy Roe.
Formou-se no Santa Fe High School do Novo México, em 2001 e trabalhou brevemente no California's Oakland Ballet. Em 2003, mudou-se para Hollywood. Também interpretou, em flashbacks, a  jovem Shannon Gibbs, primeira esposa do agente especial Leroy Jethro Gibbs, da série de televisão NCIS. Aviva Farber e o ator Kenny Baumann, casaram-se em 16 de Junho de 2012, em Malibu (Califórnia).

## Filmografia
| Ano  | Título                      | Papel                   |
| ---- | --------------------------- | ----------------------- |
| 1993 | The Fire Next Time          | Criança (não creditada) |
| 1994 | Troublemakers               | Aluna                   |
| 1997 | Up Above the World          | Maggie                  |
| 2005 | Desperate Hippies           | Chee                    |
| 2005 | Down in the Valley          | Sherri                  |
| 2006 | Gene Simmons: Family Jewels | ela mesma               |
| 2006 | Forgiving the Franklins     | Caroline Franklin       |
| 2007 | Rolling                     | Pippi                   |
| 2007 | Out of Jimmy's Head         | Emily                   |
| 2007 | Cold Case                   | Celeste (jovem)         |
| 2007 | Superbad                    | Nicola                  |
| 2008 | Criminal Minds              | Sarah Henson            |
| 2009 | Saint John of Las Vegas     | Penny                   |
| 2009 | The Closer                  | Jenna West              |
| 2010 | Party Down                  | Mandy                   |
| 2010 | Spring Break '83            | Heather                 |
| 2010 | Law & Order: Los Angeles    | Stephanie Kasdan        |
| 2011 | Black Velvet (filme)        | garota no rio           |
| 2011 | Burn Notice                 | Eve                     |